# 内原駅

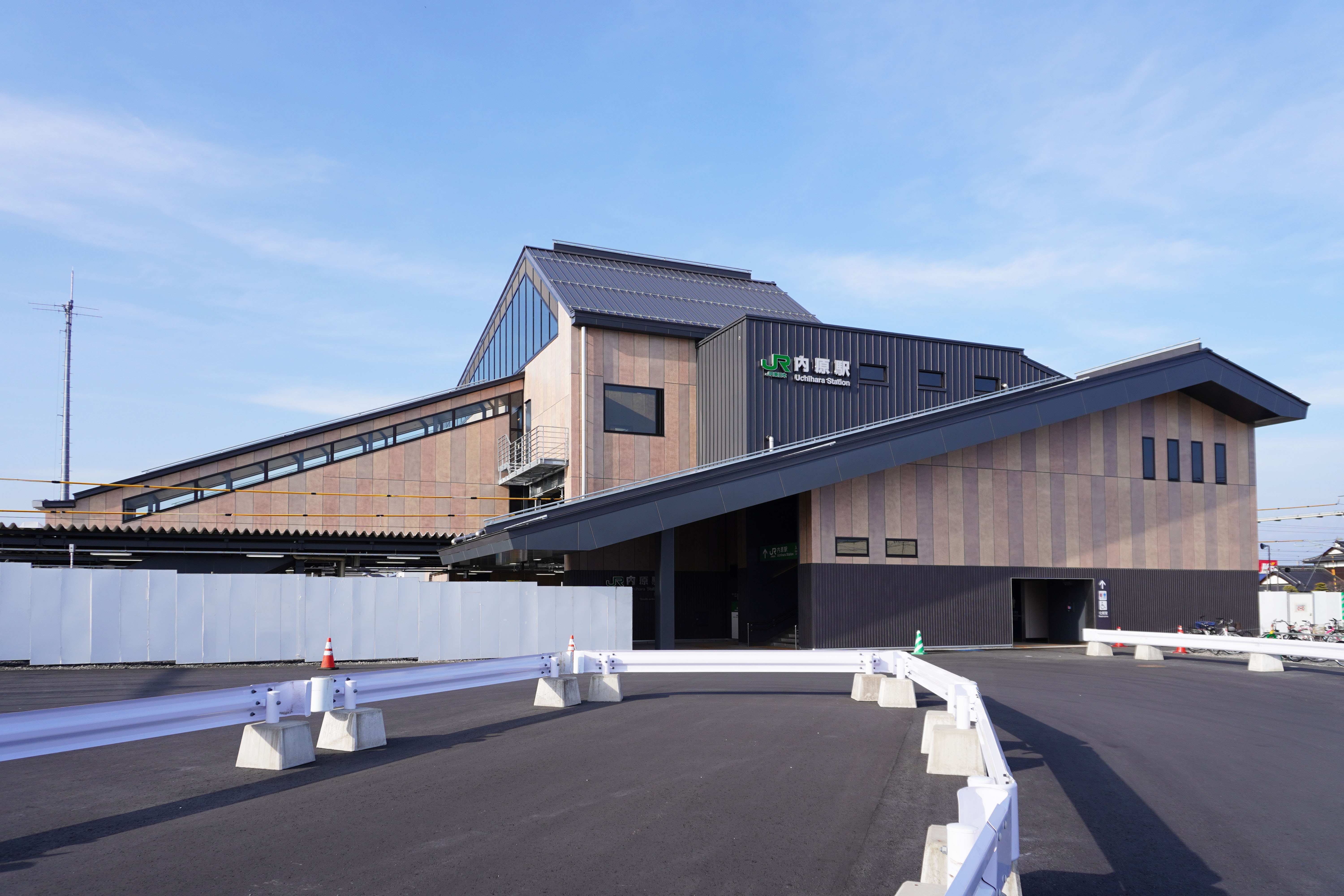
南口（2023年2月）

内原駅（うちはらえき）は、茨城県水戸市内原町にある東日本旅客鉄道（JR東日本）・日本貨物鉄道（JR貨物）常磐線の駅である。
昼間以外の時間帯は、友部駅から乗り入れる水戸線の列車も停車する。

## 歴史
- 1889年（明治22年）1月16日：水戸鉄道（初代）の駅として開業[2]。
- 1892年（明治25年）3月1日：水戸鉄道が日本鉄道に営業譲渡。
- 1906年（明治39年）11月1日：日本鉄道が国有化され、官設鉄道の所属となる[2]。
- 1909年（明治42年）10月12日：線路名称制定により常磐線の所属となる。
- 1949年（昭和24年）6月1日：日本国有鉄道が発足。
- 1984年（昭和59年）2月1日：荷物扱い廃止[2]。
- 1987年（昭和62年）4月1日：国鉄分割民営化に伴い、東日本旅客鉄道（JR東日本）・日本貨物鉄道（JR貨物）の駅となる[2]。
- 1992年（平成4年）12月20日：みどりの窓口営業開始[3]。
- 2000年（平成12年）3月11日：貨物列車の設定廃止。
- 2006年（平成18年）
  - 3月7日：みどりの窓口の営業を終了。
  - 3月8日：もしもし券売機Kaeruくんを設置[4]およびSuica対応自動改札機導入。
- 2012年（平成24年）2月23日：もしもし券売機Kaeruくん営業終了。
- 2013年（平成25年）
  - 4月1日：JR水戸鉄道サービスが駅業務を受託する業務委託駅となる。
  - 4月2日：北口駅前広場の使用を開始[5]。
- 2015年（平成27年）
  - 2月10日：指定席券売機導入。
  - 7月1日：駅業務受託がJR東日本ステーションサービスへ移管。
- 2020年（令和2年）9月：南北自由通路および橋上駅舎化の工事に着手[6]。
- 2022年（令和4年）11月26日：南北自由通路および橋上駅舎が供用開始[7]。
- 2025年(令和7年)   4月1日：北側自由通路が供用開始[8]

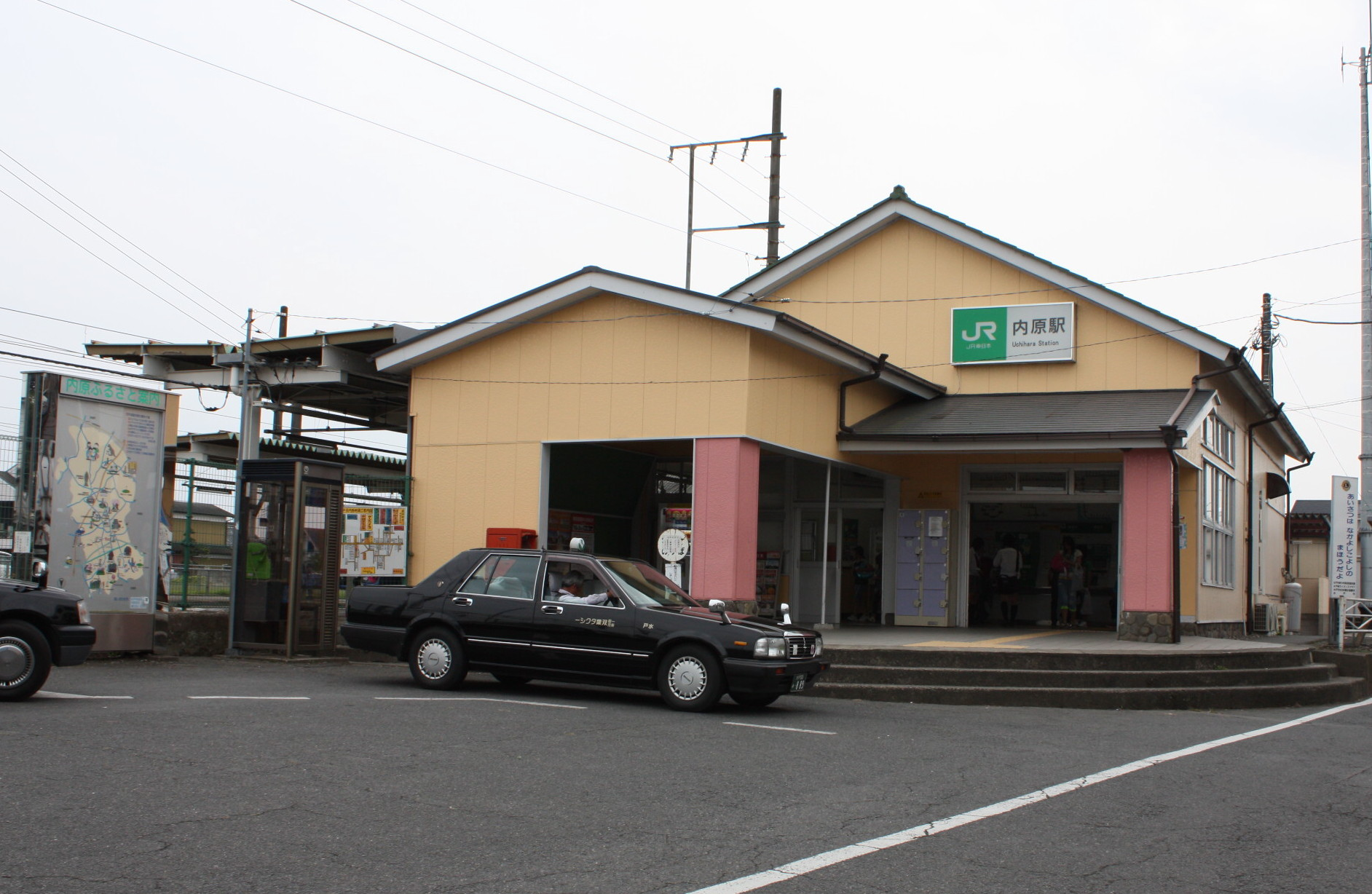
旧駅舎時代（2009年9月）
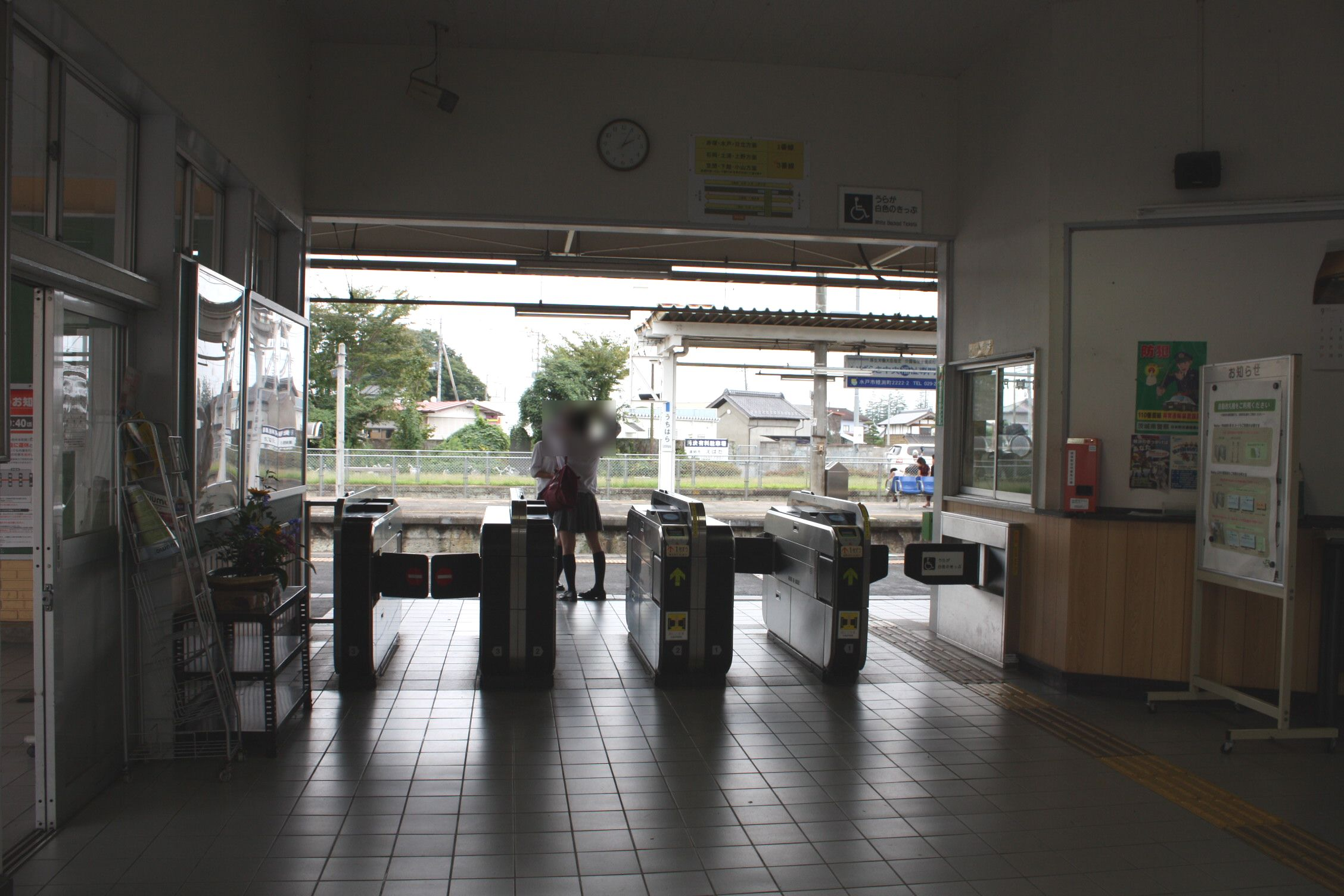
旧駅舎時代の改札口（2009年9月）
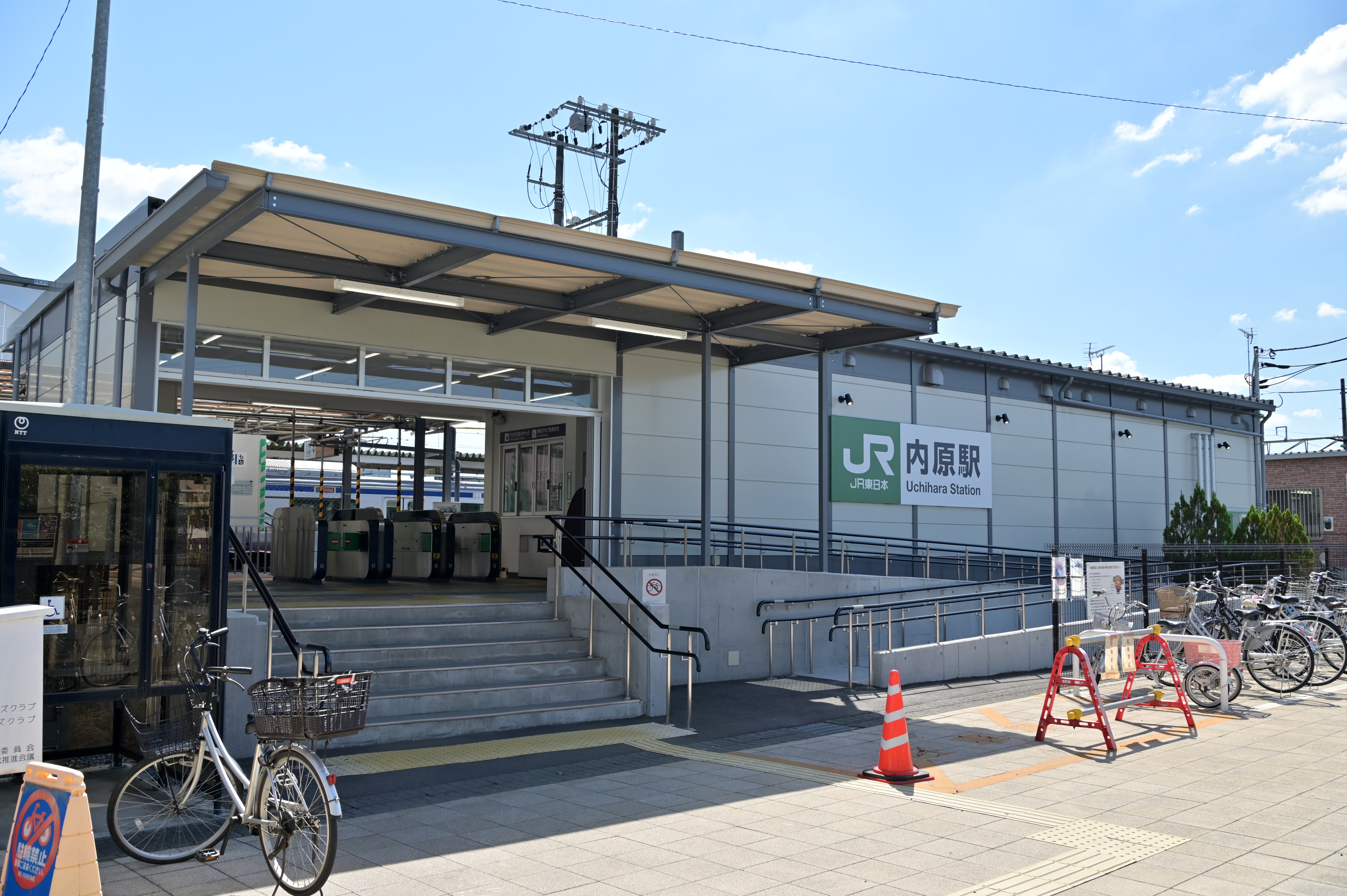
仮駅舎（2022年10月）
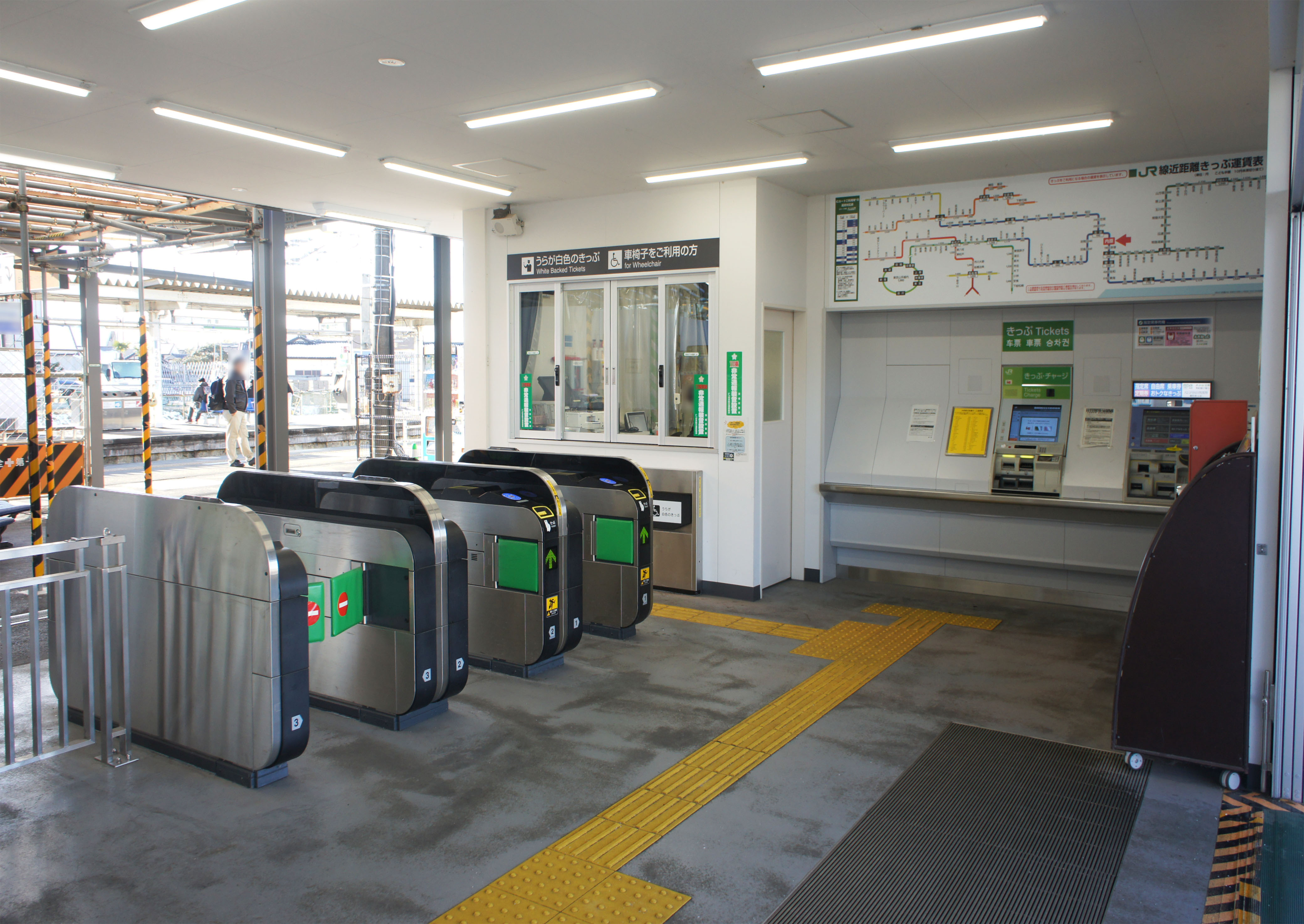
仮駅舎時代の改札口（2022年1月）

## 駅構造
単式ホーム1面1線と島式ホーム1面2線、合計2面3線のホームを持つ地上駅。2つのホームは跨線橋で繋がっている。
水戸統括センター（水戸駅）管理のJR東日本ステーションサービスが駅業務を受託する業務委託駅で、指定席券売機とSuica対応自動改札機が設置されている。
駅舎は北側のみであるが、水戸寄りのホームからすぐのところに踏切があり、線路をまたぐ南北の移動は比較的容易である。駅前広場が非常に狭かったため、北口再開発事業の一環で周辺の道路と共に駅前広場が整備され、2013年4月より供用開始した。
2022年11月26日に南北自由通路および橋上駅舎が供用開始された。
2025年4月1日に北側自由通路が供用開始された。

### のりば
| 番線 | 路線             | 方向 | 行先                   |
| ---- | ---------------- | ---- | ---------------------- |
| 1・2 | ■ 常磐線         | 下り | 水戸・いわき方面       |
| 2・3 | ■ 常磐線         | 上り | 土浦・我孫子・上野方面 |
| 2・3 | ■ 水戸線         | 上り | 下館・小山方面         |
| 2・3 | ■ 上野東京ライン | 上り | 上野・東京・品川方面   |

（出典：JR東日本:駅構内図）
- 配線上の関係で、電留線への出入庫は2番線のみに限られ、1番線・3番線から電留線への入庫及び出庫はできない。
- 2021年3月13日実施のダイヤ改正時点で、下りが午後以降の4本、上りは朝の2本のみ、当駅で特急列車の通過待ちを行なう。
- 5両編成の列車は、ホームの水戸駅側に寄せて停車するため、上野・土浦・小山寄りには停車しない。

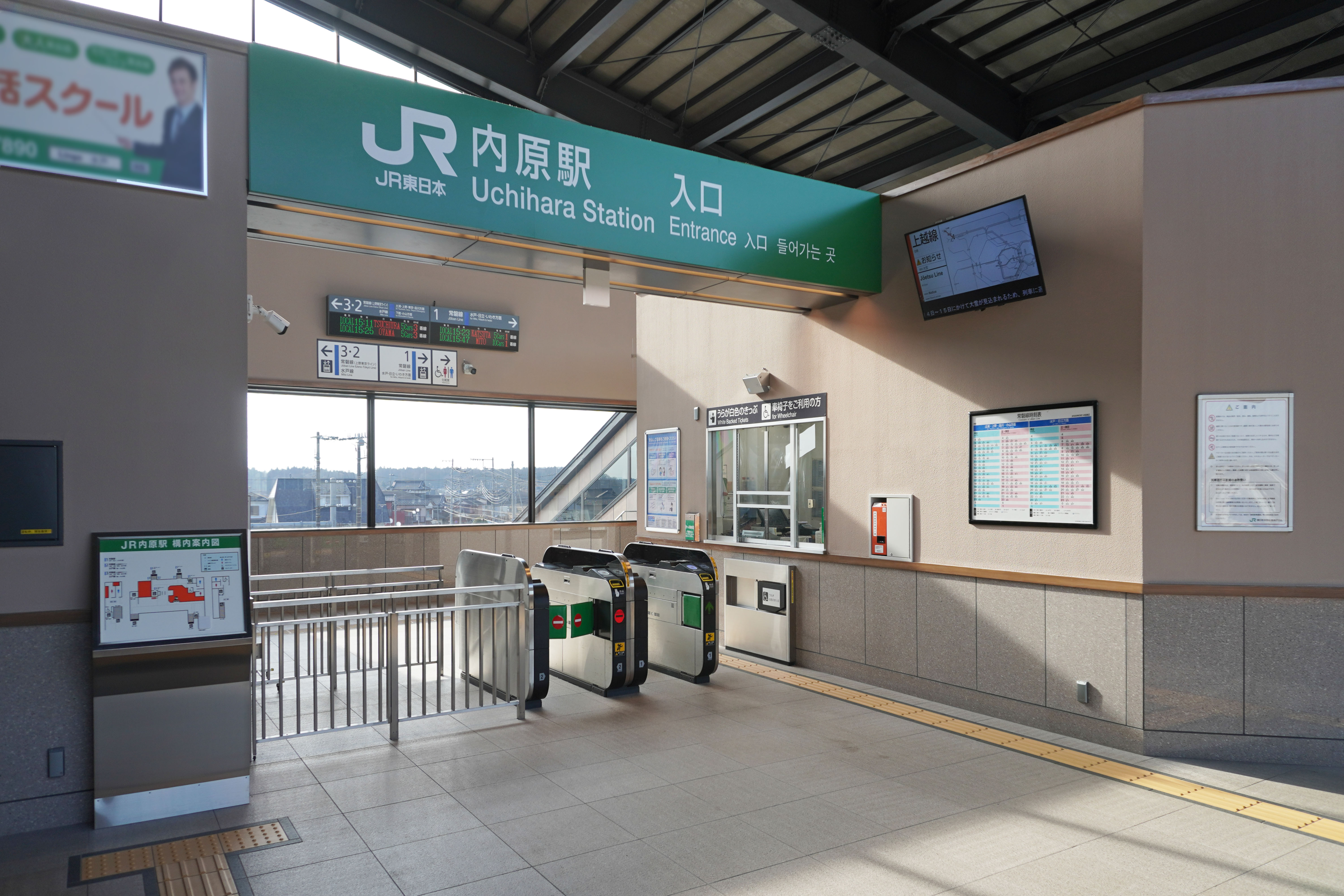
改札口（2023年2月）
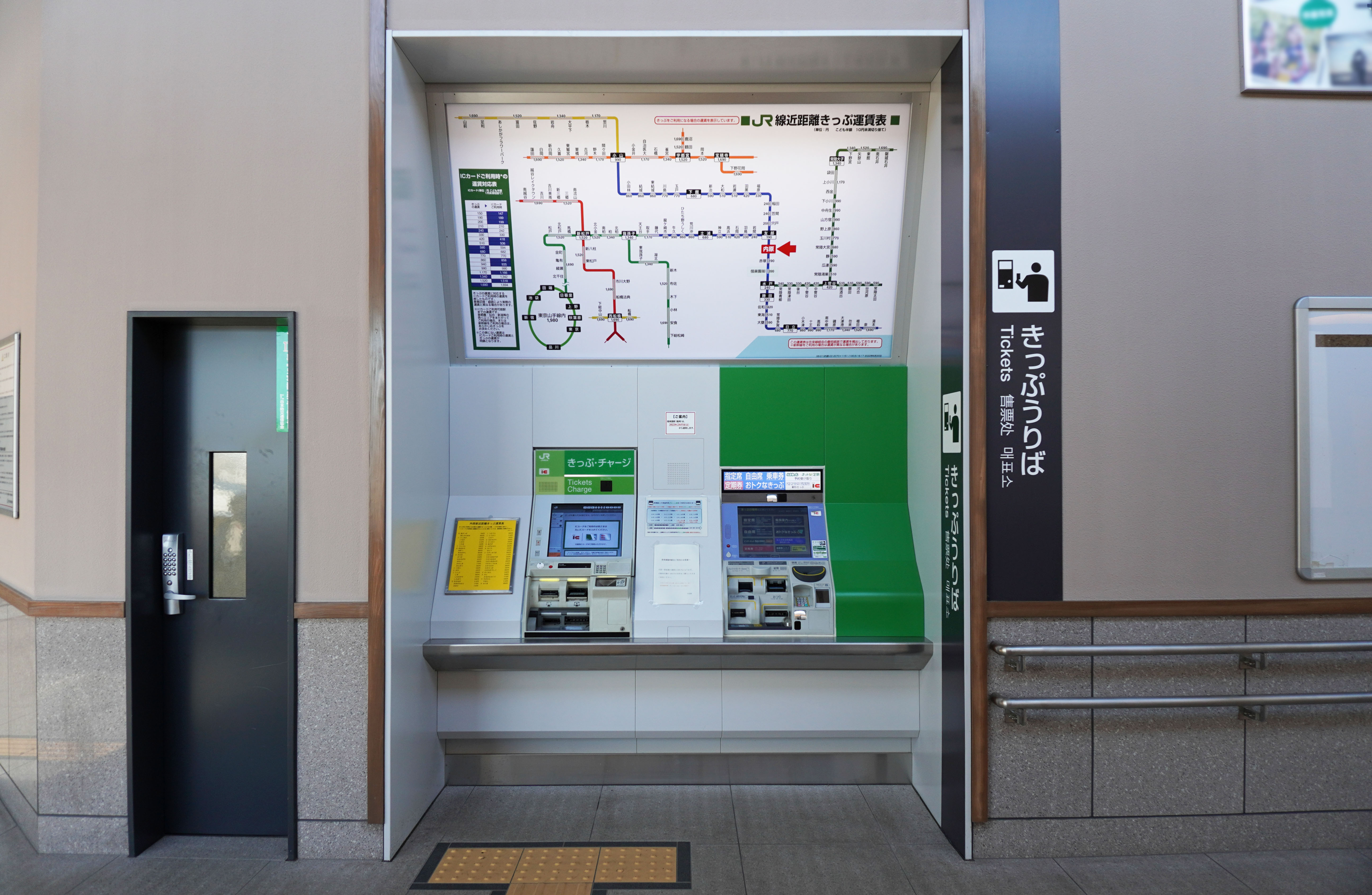
切符売り場（2023年2月）
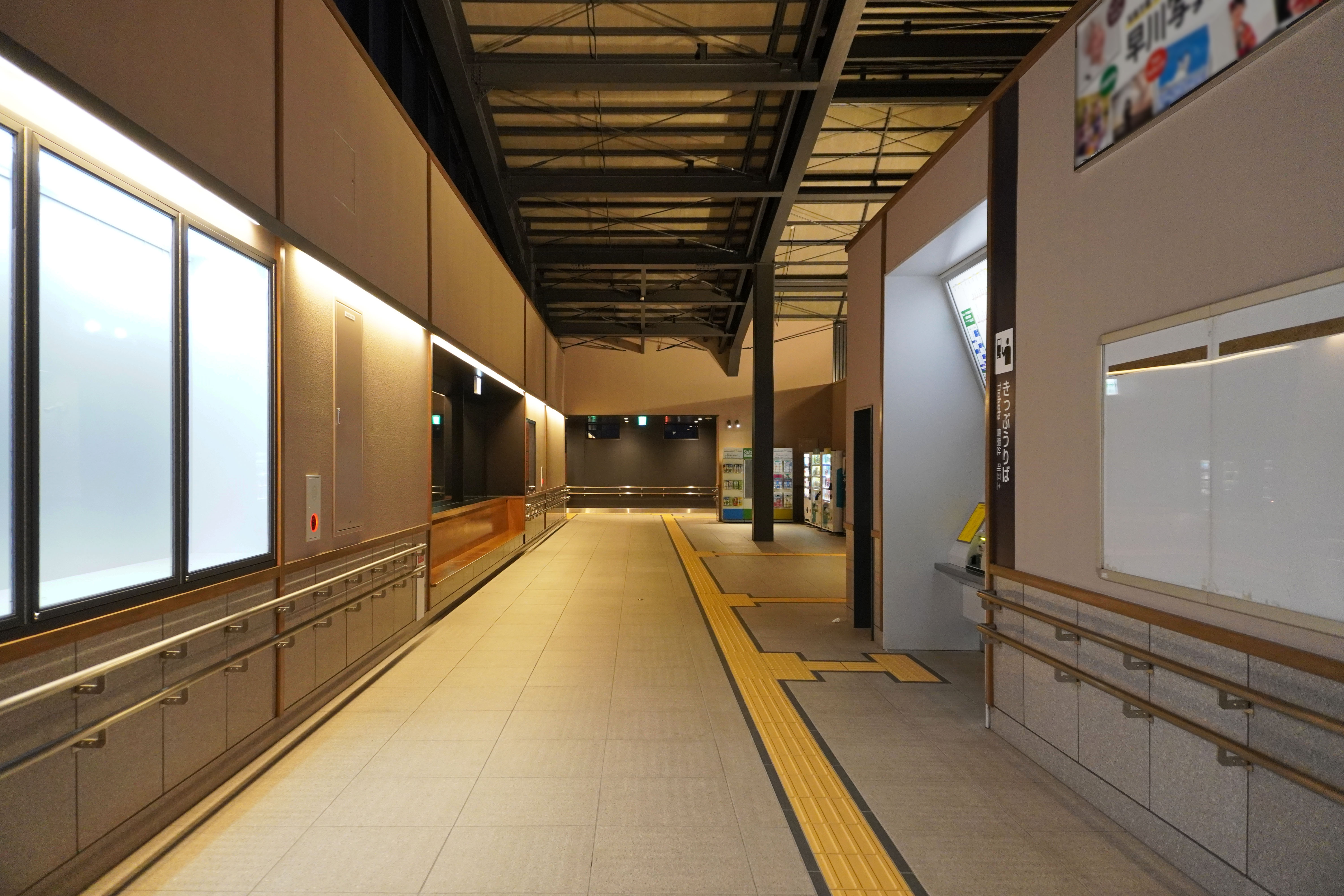
南北自由通路（2023年2月）
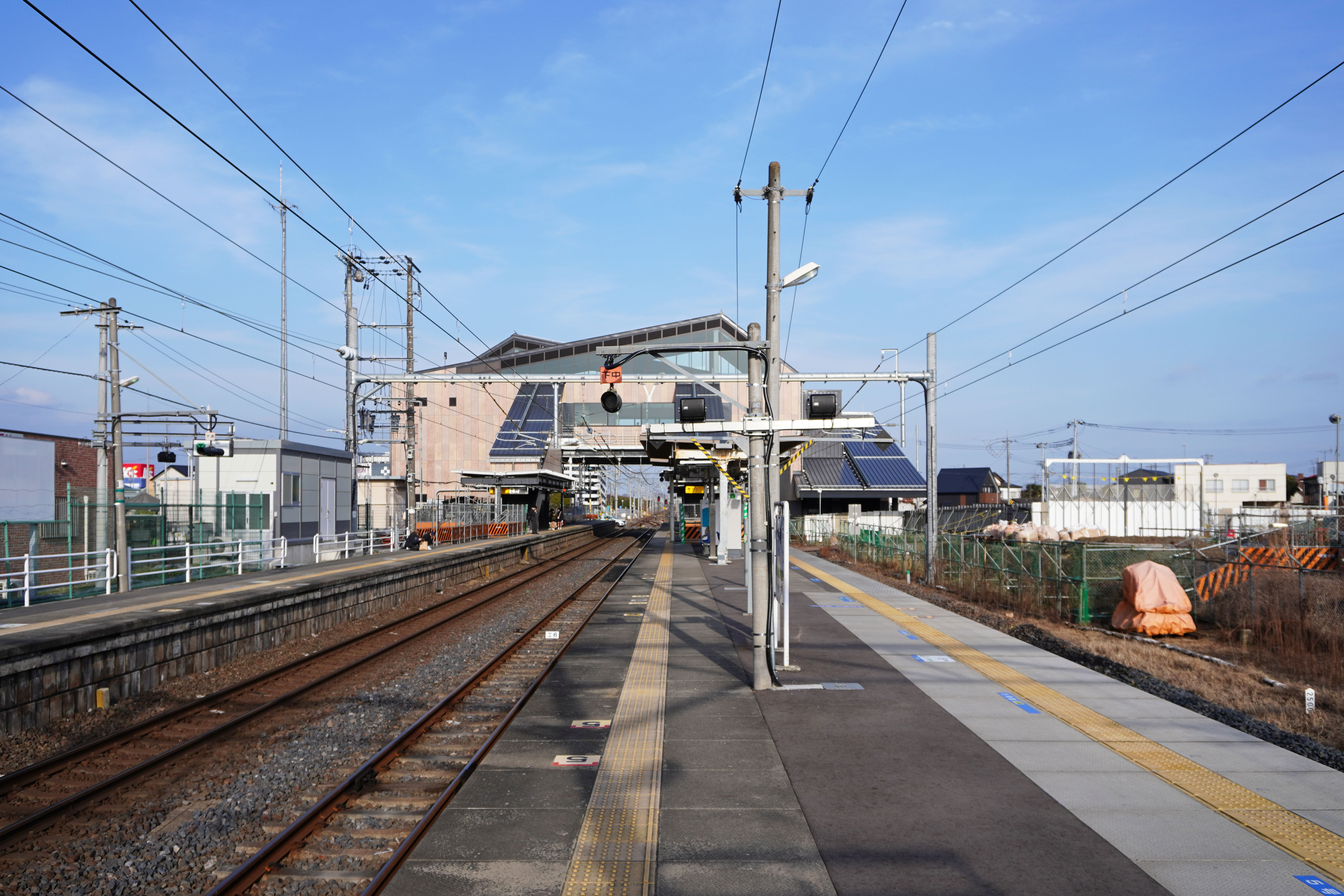
ホーム（2023年2月）
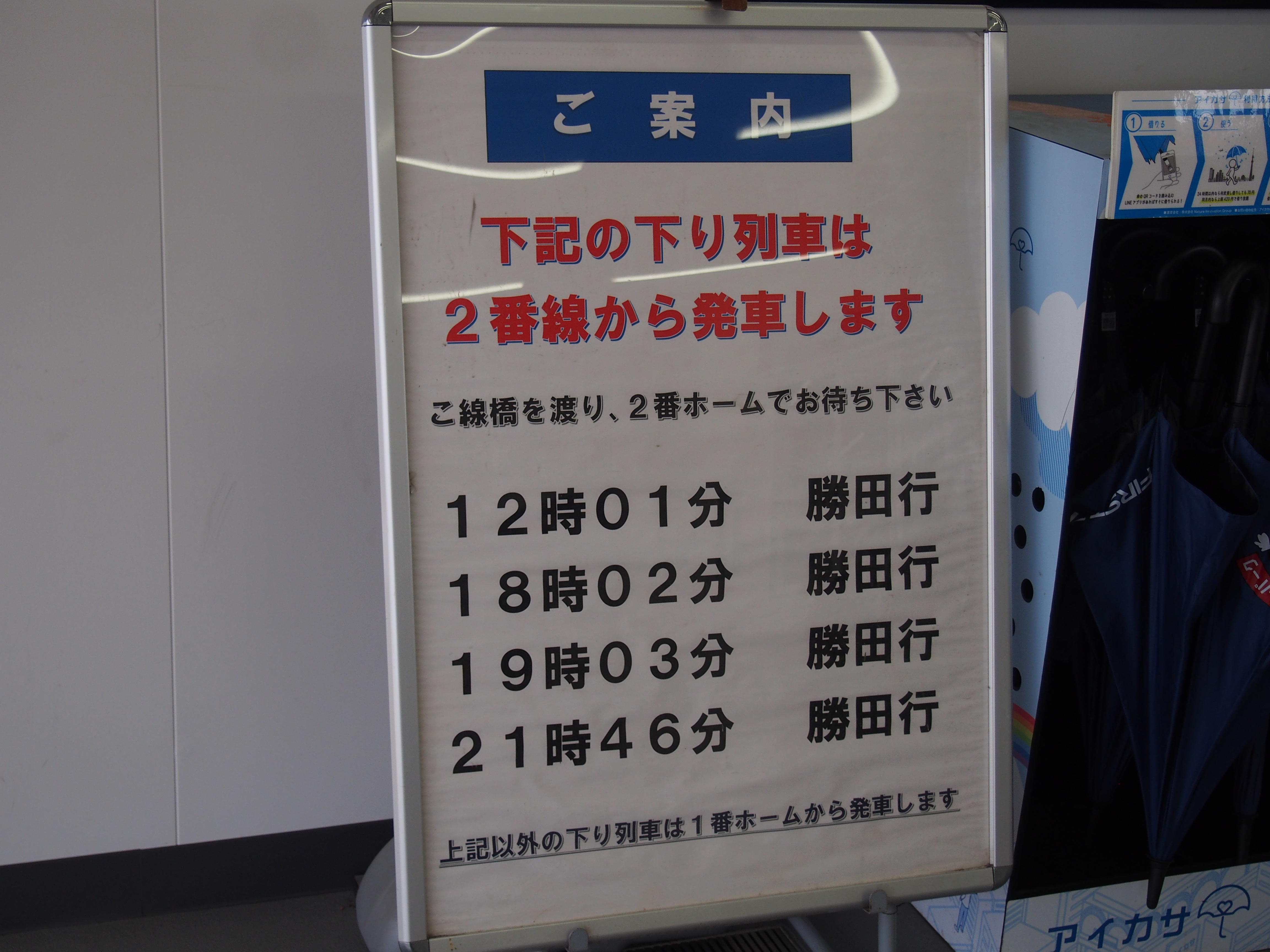
下りで2番線を使用する列車の案内（2021年3月）

## 貨物取扱
- 臨時車扱貨物のみを取り扱っており、そのため貨物列車の設定はない。
- 2000年（平成12年）まで専用線発着の車扱貨物を取り扱っており、貨物列車の設定があった。専用線が駅西側にある太平洋セメント水戸サービスステーションの貨車用荷役設備へ続いており、ここまでセメントを輸送するために小名浜駅から貨物列車が運行されていたが、同年3月7日限りで廃止された。なお，同線の運行管理は小名浜臨海鉄道（福島臨海鉄道）が行っており，同鉄道所属の機関車が交代で入換を行っていた。

## 利用状況
JR東日本によると、2023年度（令和5年度）の1日平均乗車人員は2,336人である。
2000年度（平成12年度）以降の推移は以下のとおりである。
| 乗車人員推移       | 乗車人員推移     | 乗車人員推移    |
| 年度               | 1日平均 乗車人員 | 出典            |
| ------------------ | ---------------- | --------------- |
| 2000年（平成12年） | 1,569            | [ 利用客数 2 ]  |
| 2001年（平成13年） | 1,529            | [ 利用客数 3 ]  |
| 2002年（平成14年） | 1,507            | [ 利用客数 4 ]  |
| 2003年（平成15年） | 1,453            | [ 利用客数 5 ]  |
| 2004年（平成16年） | 1,402            | [ 利用客数 6 ]  |
| 2005年（平成17年） | 1,866            | [ 利用客数 7 ]  |
| 2006年（平成18年） | 2,163            | [ 利用客数 8 ]  |
| 2007年（平成19年） | 2,293            | [ 利用客数 9 ]  |
| 2008年（平成20年） | 2,333            | [ 利用客数 10 ] |
| 2009年（平成21年） | 2,262            | [ 利用客数 11 ] |
| 2010年（平成22年） | 2,142            | [ 利用客数 12 ] |
| 2011年（平成23年） | 2,213            | [ 利用客数 13 ] |
| 2012年（平成24年） | 2,490            | [ 利用客数 14 ] |
| 2013年（平成25年） | 2,603            | [ 利用客数 15 ] |
| 2014年（平成26年） | 2,602            | [ 利用客数 16 ] |
| 2015年（平成27年） | 2,728            | [ 利用客数 17 ] |
| 2016年（平成28年） | 2,789            | [ 利用客数 18 ] |
| 2017年（平成29年） | 2,802            | [ 利用客数 19 ] |
| 2018年（平成30年） | 2,812            | [ 利用客数 20 ] |
| 2019年（令和元年） | 2,758            | [ 利用客数 21 ] |
| 2020年（令和02年） | 2,083            | [ 利用客数 22 ] |
| 2021年（令和03年） | 2,111            | [ 利用客数 23 ] |
| 2022年（令和04年） | 2,261            | [ 利用客数 24 ] |
| 2023年（令和05年） | 2,336            | [ 利用客数 1 ]  |

## 駅周辺
周辺は旧・東茨城郡内原町の中心市街地である。駅北側には国道50号内原バイパスが通っており、ロードサイド店舗が多く進出している。
- 水戸市役所内原支所
- イオンモール水戸内原[5]
- ケーズデンキ水戸内原店
- 内原郷土史義勇軍資料館 - 日輪兵舎の復元など満蒙開拓青少年義勇軍の関連資料が展示されている[10]

### バス路線
「内原駅」停留所にて、茨城交通の路線バスが発着する。
- 鯉渕営業所行
- 71：イオンモール水戸内原行

## その他

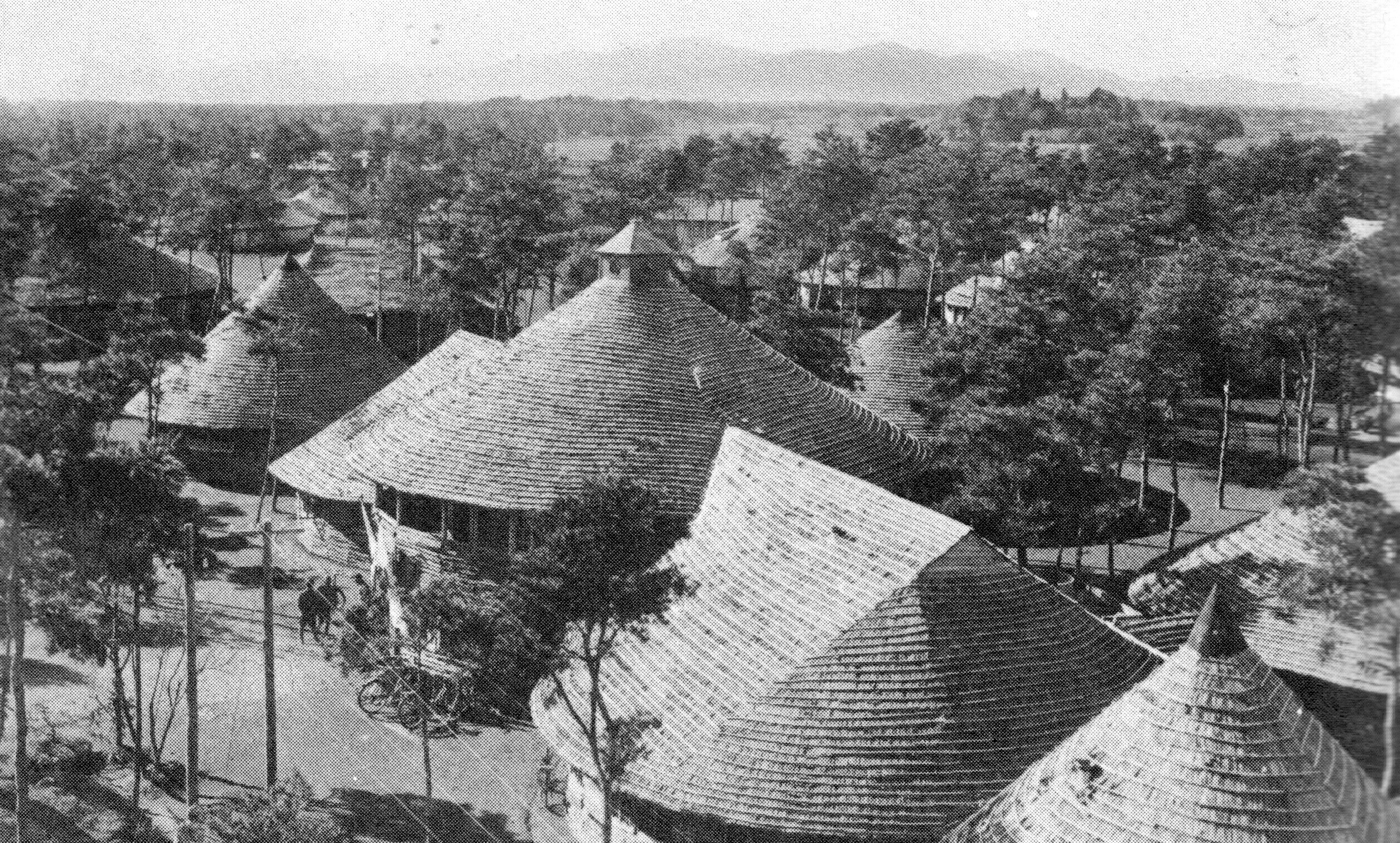
内原訓練所（1938年 - 1945年頃）

- 当駅から友部駅にかけて上下線が大きく分離している。これは、1944年（昭和19年）から1948年（昭和23年）まで内原操車場があったためである。長らく空き地だったが、現在はJR野球グラウンド、日本レストランエンタプライズ (NRE) 直営農場があり、2005年（平成17年）には電留線が設けられ、2006年（平成18年）3月18日より水戸駅の電留線を移転し、「内原電留線」として稼動しており、水戸駅・友部駅発着の列車の出入庫がある。2014年には空き地に出力4.2メガワット (MW) の大規模太陽光発電設備を建設することが決まった[11]。
- 太平洋戦争終戦まで駅周辺の内原には満蒙開拓青少年義勇軍内原訓練所があり、数か月の基礎訓練を受けた後、満州へ出発する隊員を乗車させるための開拓義勇軍専用ホームがもう1面存在し、跨線橋も現在のものより1スパン長かった。ホーム撤去後、跨線橋も撤去され石岡駅に移設された。

## 隣の駅
東日本旅客鉄道（JR東日本）
■常磐線（■水戸線直通含む）
友部駅 - 内原駅 - 赤塚駅

### 記事本文
1. 1 2 3 4  『週刊 JR全駅・全車両基地』 42号 水戸駅・常陸太田駅・高萩駅ほか74駅、朝日新聞出版〈週刊朝日百科〉、2013年6月9日、21頁。
2. 1 2 3 4 5  石野哲（編）『停車場変遷大事典 国鉄・JR編 II』（初版）JTB、1998年10月1日、429頁。ISBN 978-4-533-02980-6。
3. ↑  「「みどりの窓口」常磐線6駅に開設 JR水戸支社」『交通新聞』交通新聞社、1992年12月18日、3面。
4. ↑  「みどりの窓口リストラ」『朝日新聞（夕刊）』朝日新聞社)、2006年7月11日、23面。
5. 1 2 3  「カタクリで彩る憩いの場 内原駅北口広場が完成」『茨城新聞』茨城新聞社、2013年4月3日。2015年10月19日閲覧。
6. ↑  『常磐線内原駅南北自由通路及び橋上駅舎化工事の着手について』（PDF）（プレスリリース）東日本旅客鉄道水戸支社、2020年9月18日。オリジナルの2020年9月18日時点におけるアーカイブ。2020年9月18日閲覧。
7. 1 2  『常磐線内原駅南北自由通路および橋上駅舎の供用開始について』（PDF）（プレスリリース）東日本旅客鉄道水戸支社、2022年11月15日。オリジナルの2022年11月15日時点におけるアーカイブ。2022年11月15日閲覧。
8. ↑  “内原駅北側自由通路の供用開始について（内原駅南口周辺地区整備事務所） - 水戸市ホームページ”. www.city.mito.lg.jp. 2025年4月10日閲覧。
9. ↑  “内原駅北側自由通路の供用開始について（内原駅南口周辺地区整備事務所） - 水戸市ホームページ”. www.city.mito.lg.jp. 2025年4月11日閲覧。
10. ↑  “内原郷土史義勇軍資料館”.   水戸市 (2019年3月31日). 2021年6月23日閲覧。
11. ↑  『常磐線友部・内原間に大規模太陽光発電設備を設置します』（PDF）（プレスリリース）東日本旅客鉄道、2014年4月3日。2015年10月19日閲覧。

### 利用状況
1. 1 2  “各駅の乗車人員（2023年度）”.   東日本旅客鉄道. 2024年7月21日閲覧。
2. ↑  “各駅の乗車人員（2000年度）”.   東日本旅客鉄道. 2019年3月6日閲覧。
3. ↑  “各駅の乗車人員（2001年度）”.   東日本旅客鉄道. 2019年3月6日閲覧。
4. ↑  “各駅の乗車人員（2002年度）”.   東日本旅客鉄道. 2019年3月6日閲覧。
5. ↑  “各駅の乗車人員（2003年度）”.   東日本旅客鉄道. 2019年3月6日閲覧。
6. ↑  “各駅の乗車人員（2004年度）”.   東日本旅客鉄道. 2019年3月6日閲覧。
7. ↑  “各駅の乗車人員（2005年度）”.   東日本旅客鉄道. 2019年3月6日閲覧。
8. ↑  “各駅の乗車人員（2006年度）”.   東日本旅客鉄道. 2019年3月6日閲覧。
9. ↑  “各駅の乗車人員（2007年度）”.   東日本旅客鉄道. 2019年3月6日閲覧。
10. ↑  “各駅の乗車人員（2008年度）”.   東日本旅客鉄道. 2019年3月6日閲覧。
11. ↑  “各駅の乗車人員（2009年度）”.   東日本旅客鉄道. 2019年3月6日閲覧。
12. ↑  “各駅の乗車人員（2010年度）”.   東日本旅客鉄道. 2019年3月6日閲覧。
13. ↑  “各駅の乗車人員（2011年度）”.   東日本旅客鉄道. 2019年3月6日閲覧。
14. ↑  “各駅の乗車人員（2012年度）”.   東日本旅客鉄道. 2019年3月6日閲覧。
15. ↑  “各駅の乗車人員（2013年度）”.   東日本旅客鉄道. 2019年3月6日閲覧。
16. ↑  “各駅の乗車人員（2014年度）”.   東日本旅客鉄道. 2019年3月6日閲覧。
17. ↑  “各駅の乗車人員（2015年度）”.   東日本旅客鉄道. 2019年3月6日閲覧。
18. ↑  “各駅の乗車人員（2016年度）”.   東日本旅客鉄道. 2019年3月6日閲覧。
19. ↑  “各駅の乗車人員（2017年度）”.   東日本旅客鉄道. 2019年7月11日閲覧。
20. ↑  “各駅の乗車人員（2018年度）”.   東日本旅客鉄道. 2019年7月11日閲覧。
21. ↑  “各駅の乗車人員（2019年度）”.   東日本旅客鉄道. 2020年7月11日閲覧。
22. ↑  “各駅の乗車人員（2020年度）”.   東日本旅客鉄道. 2021年7月24日閲覧。
23. ↑  “各駅の乗車人員（2021年度）”.   東日本旅客鉄道. 2022年8月6日閲覧。
24. ↑  “各駅の乗車人員（2022年度）”.   東日本旅客鉄道. 2023年7月10日閲覧。